# Nové české divadlo
Nové české divadlo byla jedna z pražských divadelních arén. Nacházela se za hranicí tehdejší Prahy, na Královských Vinohradech za zbořenou Žitnou branou na rohu dnešní Anglické a Škrétovy ulice. První představení proběhlo 6. srpna 1876. V aréně se hrálo pouze na jaře a na podzim. Po zprovoznění Národního divadla v roce 1883 byl provoz zde ukončen. V roce 1885 byla budova zbořena. Na jejím místě stojí dům s kavárnou a restaurací Demínka.
Divadelní budovu postavilo Konsorcium královského českého zemského divadla, autorem stavby byl Antonín Baum. Oponu vytvořil Carlo Brioschi.